# Rieten Dakjes
De boerderij Laanstraat 21-31 (in de volksmond: De Rieten Dakjes) is een gemeentelijk monument in het Centrum van Baarn in de provincie Utrecht.
De boerderij uit ongeveer 1700 herinnert aan de agrarische oorsprong van Baarn. Deze boerderij is daarmee een van de oudste panden van Baarn. Het met riet gedekte pand is vastgebouwd aan de boerderij op Laanstraat 19. In de loop der tijden zijn de gevels erg veranderd, sommige zijn zelfs vervangen door nieuwbouw zodat een mengeling van gevels is ontstaan. De vloer ligt onder het maaiveld, hetgeen te verklaren is doordat een deel van de boerderij als potstal werd gebruikt.